# トムスク支線
トムスク支線（ロシア語: Томская железнодорожная ветвь
） は、ロシアのシベリア鉄道の支線。ケメロヴォ州のタイガ駅でシベリア鉄道本線と分岐し、トムスク州トムスクを経由して同州のベールィ・ヤール駅に至る。現在は全線が西シベリア鉄道支社の管轄となっている。
トムスクは、シベリア鉄道の建設が計画された当時シベリア最大の都市であったが、ルートから外された。理由として、建設予算の逼迫していたシベリア鉄道委員会は、トムスクより南を通る方が約90km短くできることと、周辺の金鉱地帯や農業地帯に近くなるということをあげているが、実際にはトムスクへ線路を敷設するのは困難で多額の工費を必要としていたためである。
それでも、トムスクへの鉄道が必要とされ、1893年にシベリア鉄道の支線として建設が決定した。
タイガ～トムスク間の建設は、湿地が多く、深いタイガ（針葉樹林）に覆われていたため難工事となり、約3万人が投入され、完成まで2年半の工期を要し、1896年にトムスクまで開通した。工事の責任者は鉄道技師のニコライ・ペ・メジェニノフで、本線のノヴォニコラエフスク（現・ノヴォシビルスク）～クラスノヤルスク間と合わせて担当し、いずれも工事は難関であった。

## 主要駅一覧
| 路線               | 駅名               | 駅名                | 駅名               | 営 業 キ ロ | タ ミ チ 号 | 609 列 車 | 647 ・ 648 列 車 | 所在地               | 所在地                    | 備 考 |
| 路線               | （日本語）         | （ロシア語）        | （ローマ字）       | 営 業 キ ロ | タ ミ チ 号 | 609 列 車 | 647 ・ 648 列 車 | 所在地               | 所在地                    | 備 考 |
| ------------------ | ------------------ | ------------------- | ------------------ | ----------- | ----------- | --------- | ---------------- | -------------------- | ------------------------- | ----- |
| 本線               | ノヴォシビルスク駅 | Новосибирск-Главный | Novosibirsk-Glavny | 229         | ●           | ∥         | ●                | ノヴォシビルスク州   | ノヴォシビルスク          |       |
| 本線               | ボロトナヤ駅       | Болотная            | Bolotnaya          | 103         | 上          | ∥         | ●                | ノヴォシビルスク州   | ボロトノエ                |       |
| 本線               | ユルガI駅          | Юрга I              | Yurga 1            | 73          | ●           | ●         | ●                | ケメロヴォ州         | ユルガ                    |       |
| 本線               | ヤシキノ駅         | Яшкино              | Yashkino           | 27          | ｜          | ●         | ●                | ケメロヴォ州         | ヤシキノ                  |       |
| 本線               | タイガ駅           | Тайга               | Taiga              | 0           | ●           | ●         | ●                | ケメロヴォ州         | タイガ (市)               |       |
| トムスク支線       | タイガ駅           | Тайга               | Taiga              | 0           | ●           | ●         | ●                | ケメロヴォ州         | タイガ (市)               |       |
| バサンダイカ駅     | Басандайка         | Basandaika          | 34                 | ｜          | ｜          | ｜        | トムスク州       | バサンダイカ         |                           |       |
| メジェニノフカ駅   | Межениновка        | Mezheninovka        | 48                 | ｜          | ｜          | ｜        | トムスク州       |                      |                           |       |
| ボガシェヴォ駅     | Богашёво           | Bogashevo           | 62                 | ｜          | ｜          | ｜        | トムスク州       |                      | ※ボガシェヴォ空港の最寄駅 |       |
| トムスクI駅        | Томск-I            | Tomsk-I             | 79                 | ●           | ●           | ●         | トムスク州       | トムスク市キーロフ区 |                           |       |
| トムスクII駅       | Томск-II           | Tomsk-II            | 87                 | ●           | ●           | ●         | トムスク州       | トムスク市10月区     |                           |       |
| アシノ駅           | Асино              | Asino               | 182                |             |             |           | トムスク州       | アシノ               |                           |       |
| ベールィ・ヤール駅 | Белый Яр           | Bely Yar            | 362                |             |             |           | トムスク州       | ベールィ・ヤール     |                           |       |

●：すべての列車が停車 　上：ノヴォシビルスク方面の列車のみ停車  下：トムスク方面の列車のみ停車　｜：通過 ∥:経由しない駅
- 「タミチ号（ロシア語版）」（37・38列車）: モスクワ（ヤロスラフスキー駅）～ノヴォシビルスク駅～トムスクII駅間。上記停車駅は2013年12月現在（ノヴォシビルスク駅～トムスクII駅間の全停車駅を掲載）。37列車（モスクワ方面）・38列車（トムスク方面）を参考に作成。
- 609列車 : ノヴォクズネツク～ユルガI駅～トムスクII駅間。上記停車駅は2013年12月現在（ユルガI駅～トムスクII駅間の全停車駅を掲載）。ノヴォクズネツク方面・トムスク方面を参考に作成。
- 647・648列車 : バルナウル or ソチ（アドレル駅）～ノヴォシビルスク駅～トムスクII駅間。上記停車駅は2013年12月現在（ノヴォシビルスク駅～トムスクII駅間の全停車駅を掲載）。647列車（トムスク発バルナウル方面）・647列車（トムスク発ソチ方面）・648列車（バルナウル発トムスク方面）を参考に作成。